# Саракина
Саракина (грч. Σαρακήνα) је насељено место у општини Лагадина у периферији Средишња Македонија, Грчка. Према попису из 2021. године било је 63 становника.
Саракина се први пут спомиње на попису из 1928. године када је имала 273 становника..